# Etia nguti
Pour les articles homonymes, voir Etia (homonymie).
Genre
Espèce
Statut de conservation UICN

 DD  : Données insuffisantes
Etia nguti est une espèce de poisson de la famille des Cichlidae originaire de la rivière Mamfue au Cameroun, à proximité de la ville de Nguti. C'est la seule espèce du genre Etia (monotypique).

## Référence
- (en) Ulrich Schliewen et Melanie Stiassny, « Etia nguti, a new genus and species of cichlid fish from the River Mamfue, Upper Cross River basin in Cameroon, West Central Africa », Ichthyological Explorations of Freshwaters, vol. 14, no 1,‎ 2003, p. 61-72.